# San Fernando (Espagne)
Pour les articles homonymes, voir San Fernando.
San Fernando est une ville d’Espagne, dans la province de Cadix et la communauté autonome d’Andalousie.
En 2023, elle avait 93 927 habitants. La commune s'étend sur 30,65 km2, elle a une densité démographique de 3 143,92 hab/km2. Elle se trouve à une altitude de huit mètres et à quatorze kilomètres de la ville de Cadix.

## Géographie

### Localisation
La commune côtière de San Fernando est bordée au sud-ouest par l'océan Atlantique et au nord-ouest par la baie de Cadix ; elle inclut le long et étroit Îlot de Sancti Petri (es) à quelque 500 m au large de sa pointe sud, et l'îlot Mogueranos juste à côté du précédent - mais pas le banc de sable dit "de los Diaz" qui les jouxte.

La commune se trouve dans l'ouest de la comarque de la Baie de Cadix, dans l'ouest de la province de Cadix en Andalousie.
Cadix est à 13 km au nord-ouest, 
Jerez de la Frontera à 35 km au nord, 
Algésiras à 100 km au sud-est, 
Gibraltar à 117 km au sud-est.
Pratiquement toute la municipalité hors espaces bâtis est dans le parc naturel de la baie de Cadix (es).

## Toponymie
San Fernando fut appelée jusqu'aux début du XIXe siècle l'île de León (Real Villa de la Isla de León) en raison de sa situation sur une île séparée de la péninsule ibérique par des marais salants exploités par les romains.[réf. nécessaire]

## Histoire
Peuplée dès l'Antiquité, ses plus anciens vestiges (le château de San Romualdo, en cours de restauration) datent de l'époque arabe. Après la Reconquista, la ville fut achetée par la famille Ponce de León, marquis et ducs de Cadix, qui lui donnèrent son nom d'île de León.
La ville connut sa plus grande période de prospérité avec l'arrivée des Bourbons sur le trône d'Espagne, quand ceux-ci y créèrent un chantier naval militaire.
Lors de l'invasion de l'Espagne par Napoléon, la ville fut la seule avec Cadix à échapper à l'occupation des troupes françaises. En raison d'une épidémie de fièvre jaune sévissant dans cette dernière, les Cortes Generales se réunirent dans l'île à partir du 24 septembre 1810 jusqu'au 20 février 1811, quand elles revinrent se fixer à Cadix, et où fut proclamée la première constitution libérale de l'Espagne, dite Constitution de Cadix. Pendant cette période, la Real Villa de la Isla de León fut déclarée capitale du Royaume et un gouvernement provisoire ainsi qu'une capitainerie générale y siégèrent.
En raison de sa résistance devant les Français, Ferdinand VII lui donna son propre nom, sous la forme de San Fernando.

## Politique et administration
La ville de San Fernando comptait 94 120 habitants aux élections municipales du 28 mai 2023. Son conseil municipal (en espagnol : Pleno del Ayuntamiento) se compose donc de 25 élus.
Du rétablissement de la démocratie, en 1979, jusqu'en 2011, à l'exception d'une mandature, elle était un château-fort des nationalistes andalous. Elle a depuis connu deux alternances au profit des deux grands partis, le Parti populaire et le Parti socialiste.

### Maires
| Mandat    | Maire | Maire                                              | Parti  | Majorité |
| --------- | ----- | -------------------------------------------------- | ------ | -------- |
| 1979-1983 |       | Fernando Rodríguez Viana Avelino Arias Soto (1980) | PSA    | 7 / 25   |
| 1983-1987 |       | Avelino Arias Soto                                 | PSA-PA | 9 / 25   |
| 1987-1991 |       | Avelino Arias Soto                                 | PSOE   | 10 / 25  |
| 1987-1991 |       | Antonio Moreno Olmedo (1989)                       | PA     | 9 / 25   |
| 1991-1995 |       | Antonio Moreno Olmedo                              | PA     | 16 / 25  |
| 1995-1999 |       | Antonio Moreno Olmedo                              | PA     | 11 / 25  |
| 1999-2003 |       | Antonio Moreno Olmedo                              | PA     | 15 / 25  |
| 2003-2007 |       | Antonio Moreno Olmedo Manuel De Bernardo (2005)    | PA     | 10 / 25  |
| 2007-2011 |       | Manuel De Bernardo                                 | PA     | 8 / 25   |
| 2011-2015 |       | José Loaiza (es)                                   | PP     | 10 / 25  |
| 2015-2019 |       | Patricia Cavada (es)                               | PSOE   | 8 / 25   |
| 2019-2023 |       | Patricia Cavada (es)                               | PSOE   | 11 / 25  |
| 2023-2027 |       | Patricia Cavada (es)                               | PSOE   | 13 / 25  |

## Personnalités liées à la ville
- Abraham Mateo, chanteur
- Juan Van Halen, militaire et marin espagnol.
- Francisco Serrano y est né en 1810
- Emma Calderón y de Gálvez, journaliste, enseignante et écrivaine du XXe siècle
- Camarón de la Isla, chanteur de flamenco, y est né en 1950.
- Carlos Marfori y Callejas, ministre des ultramarins et maritimes
- Luis Berenguer.
- Ramón Rodríguez Verdejo, Monchi, footballeur et directeur sportif du Sevilla F.C.
- Rafael Ortega (Rafael Ortega Domínguez), torero.
- Francisco Ruiz Miguel, torero.
- José Enrique Varela Iglesias, militaire.
- Francisco Serrano y Domínguez, général et homme politique.
- María de Arteaga Ochoa y Verovia, fondatrice de centres d'enseignement, XVIIIe siècle
- Niña Pastori, chanteuse.
- Fermín Galán Rodríguez, 1899-1930, capitaine de l'armée.
- Sara Baras, danseuse.
- Luigi Nono, peintre et céramiste.
- Ana Rosetti, poétesse.
- Pepe Oneto, journaliste.
- Marcelo Spinola, Archevêque de Séville et Saint de l'Église.
- Juan Ruiz Casaux, violoncelliste.
- Luis Gálvez Rodríguez de Arias, explorateur espagnol de l'Amazonie.
- Jesús Lavilla, pianiste.
- Miguel Sáez, chanteur.
- Cristina Cruz, actrice.
- Anne Hidalgo, femme politique française, maire de Paris.
- Sandra Golpe, journaliste et animatrice espagnole de télévision, y est née en 1974.
- Julia Medina, chanteuse, née en 1994.

## Jumelages
- Badalone,  Espagne
- Barbate,  Espagne
- Guanajuato,  Mexique
- Montigny-le-Bretonneux,  France